# رضاآباد شول
رضاآباد شول، روستایی از توابع بخش مرکزی شهرستان مرودشت در استان فارس ایران چسبیده به روستای شول نقش رستم میباشد.

## جمعیت
این روستا در دهستان نقش رستم قرار دارد و براساس سرشماری مرکز آمار ایران در سال ۱۳۸۵، جمعیت آن ۵۹۸ نفر (۱۴۱خانوار) بوده‌است.